# Acrogomphus walshae
Acrogomphus walshae är en trollsländeart som beskrevs av Maurits Anne Lieftinck 1935. Acrogomphus walshae ingår i släktet Acrogomphus och familjen flodtrollsländor. Inga underarter finns listade i Catalogue of Life.